# Неонели
Неонѐли (на италиански: Neoneli; на сардински: Neunele, Неунеле) е село и община в Южна Италия, провинция Ористано, автономен регион и остров Сардиния. Разположено е на 554 m надморска височина. Населението на общината е 717 души (към 2010 г.).